# Усатівська сільська рада
Уса́тівська сільська́ ра́да — орган місцевого самоврядування Усатівської сільської громади в Одеському районі Одеської області.

## Загальні відомості
5 квітня 1951 року   утворено селищні Ради (з підпорядкуванням Одеській міській Раді): Великофонтанська (Великий Фонтан, Середній Фонтан і Чорноморка), Залізнична (Ленінський, Троїцький і с-ще зал. ст. Застава-I) та Усатівська (Крива Балка, Куяльник і Усатове).
У 1952 році Усатівську селищну Раду ліквідовано (див. Усатове).
Усатівська сільська рада у складі Біляївського району утворена 9 березня 1971 року.
З листопада 2020 року входить до складу новоутворенного Одеського району.

## Склад ради
Рада складається з 26 депутатів та голови.
- Голова ради: Маковейчук Юрій Іванович
- Секретар ради: Драгомарецька Ляля Андріївна

### Керівний склад попередніх скликань
| Прізвище, ім'я, по батькові | Основні відомості                                                  | Дата обрання                     | Дата звільнення |
| --------------------------- | ------------------------------------------------------------------ | -------------------------------- | --------------- |
| Маковейчук Юрій Іванович    | Сільський голова, 1961 року народження, освіта вища, безпартійний  | 26.03.2006                       | 31.10.2010      |
| Маковейчук Юрій Іванович    | Сільський голова, 1961 року народження, освіта вища, позапартійний | 31.10.2010 25.10.2015 25.10.2020 | нині на посаді  |

Примітка: таблиця складена за даними сайту Верховної Ради України

### Депутати
Поточний склад Усатівської сільської ради, обраний на місцевих виборах 2020 року:
| № ТВО, за яким закріплено                                | Прізвище, ім’я, по батькові     | Відомості про обраного депутата | Голосів ЗА | % від квоти | Виборчий округ, в якому обрано |
| ПОЛІТИЧНА ПАРТІЯ "СЛУГА НАРОДУ"                          |                                 | |            |             |                                |
| Перший кандидат                                          | Маковейчук Дмитро Юрійович      | Громадянин України, народився 28.02.1987 р., освіта вища, безпартійний, Приватний підриємець, місце проживання: с. Усатове, Біляївський р-н, Одеська обл.                                                              |            |             | ЄБВО                           |
| 1                                                        | Торончук Ірина Григорівна       | Громадянка України, народилася 13.06.1965 р., освіта вища, безпартійна, КЕП "УСС", Інспектор з благоустрою, місце проживання: с. Усатове, Біляївський р-н, Одеська обл.                                                | 166        | 78,67       | 1                              |
| 1                                                        | Драгомарецька Ляля Андріївна    | Громадянка України, народилася 08.03.1958 р., освіта вища, безпартійна, Усатівська сільська рада, Секретар, місце проживання: с. Усатове, Біляївський р-н, Одеська обл.                                                | 164        | 77,72       | 1                              |
| 1                                                        | Сердюк Володимир Володимирович  | Громадянин України, народився 16.09.1997 р., освіта вища, безпартійний, Усатівська сільська рада, Фахівець з публічних закупівель, місце проживання: м. Одеса                                                          | 97         | 45,97       | ЄБВО                           |
| 1                                                        | Каргунова Юлія Вікторівна       | Громадянка України, народилася 26.04.1985 р., освіта вища, безпартійна, Усатівська сільська рада, землевпорядник, місце проживання: с. Усатове, Біляївський р-н, Одеська обл.                                          | 25         | 11,84       | ЄБВО                           |
| 2                                                        | Пашкова Валентина Олександрівна | Громадянка України, народилася 26.06.1958 р., освіта вища, безпартійна, Усатівська сільська рада, Заступник сільського голови по виконавчій роботі, місце проживання: с. Усатове, Біляївський р-н, Одеська обл.        | 86         | 40,75       | 2                              |
| 2                                                        | Олійник Наталія Володимирівна   | Громадянка України, народилася 04.01.1978 р., освіта вища, безпартійна, Усатівська сільська рада, Підбирач довідкової інформації, місце проживання: с. Усатове Біляївський р-н, Одеська обл.                           | 35         | 16,58       | ЄБВО                           |
| 3                                                        | Дубіна Оксана Михайлівна        | Громадянка України, народилася 10.01.1976 р., освіта професійно-технічна, безпартійна, КНП "БІЛЯЇВСЬКИЙ РАЙОННИЙ ЦЕНТР ПМСД", молодша медсестра, місце проживання: с. Латівка, Біляївський р-н, Одеська обл.           | 131        | 62,08       | 3                              |
| Політична партія "ДОВІРЯЙ ДІЛАМ"                         |                                 | |            |             |                                |
| 1                                                        | Гаврилюк Лада Віталіївна        | Громадянка України, народилася 04.11.1971 р., освіта вища, безпартійна, Приватний підприємець, місце проживання: с. Усатове, Біляївський р-н, Одеська обл.                                                             | 43         | 20,37       | ЄБВО                           |
| 2                                                        | Григор’єва Олена Юріївна        | Громадянка України, народилася 23.06.1981 р., освіта вища, безпартійна, Усатівська сільська рада, Спеціаліст з соціального захисту населення, місце проживання: с. Усатове, Біляївський р-н, Одеська обл.              | 83         | 39,33       | ЄБВО                           |
| 3                                                        | Воловик Інна Євгенівна          | Громадянка України, народилася 06.04.1987 р., освіта вища, безпартійна, Августівський будинок культури, Директор, місце проживання: с. Августівка, Біляївський р-н, Одеська обл.                                       | 320        | 151,65      | 3                              |
| 3                                                        | Антощук Микола Миколайович      | Громадянин України, народився 13.10.1958 р., освіта вища, безпартійний, Міжлиманська лікарняна амбулаторія, Завідуючий, місце проживання: с. Іллінка Біляївський р-н, Одеська обл.                                     | 106        | 50,23       | 3                              |
| 3                                                        | Сташок Ольга Василівна          | Громадянка України, народилася 20.05.1972 р., освіта вища, безпартійна, Маринівська сільська рада, Секретар виконавчого комітету, місце проживання: с. Маринівка, Біляївський р-н, Одеська обл.                        | 90         | 42,65       | 3                              |
| 3                                                        | Барбарош Кристина Володимирівна | Громадянка України, народилася 05.09.1994 р., освіта вища, безпартійна, Комунальне підприємство Одеської обласної ради "Острівне", Юрисконсульт, місце проживання: м. Одеса                                            | 0          | 0,00        | ЄБВО                           |
| ПОЛІТИЧНА ПАРТІЯ "ОПОЗИЦІЙНА ПЛАТФОРМА – ЗА ЖИТТЯ"       |                                 | |            |             |                                |
| Перший кандидат                                          | Тельвак Володимир Миколайович   | Громадянин України, народився 09.12.1967 р., освіта вища, член ПОЛІТИЧНОЇ ПАРТІЇ "ОПОЗИЦІЙНА ПЛАТФОРМА – ЗА ЖИТТЯ", ТОВ "Одесафрукт груп", Директор, місце проживання: с. Латівка, Біляївський р-н, Одеська обл.       |            |             | ЄБВО                           |
| 1                                                        | Апчел Вадим Іванович            | Громадянин України, народився 16.01.1969 р., освіта вища, безпартійний, Приватний підприємець, місце проживання: м. Одеса                                                                                              | 22         | 10,42       | 1                              |
| 2                                                        | Баранов Олександр Олександрович | Громадянин України, народився 17.08.1978 р., освіта вища, безпартійний, Приватний підприємець, місце проживання: м. Одеса                                                                                              | 13         | 6,16        | ЄБВО                           |
| 3                                                        | Іскендеров Олег Аміровіч        | Громадянин України, народився 04.11.1968 р., освіта загальна середня, член ПОЛІТИЧНОЇ ПАРТІЇ "ОПОЗИЦІЙНА ПЛАТФОРМА – ЗА ЖИТТЯ", Приватний підприємець, місце проживання: с. Чеботарівка, Біляївський р-н, Одеська обл. | 126        | 59,71       | 3                              |
| 3                                                        | Жданова Тетяна Валеріївна       | Громадянка України, народилася 10.10.1965 р., освіта вища, член ПОЛІТИЧНОЇ ПАРТІЇ "ОПОЗИЦІЙНА ПЛАТФОРМА – ЗА ЖИТТЯ", Приватний підприємець, місце проживання: м. Одеса                                                 | 56         | 26,54       | ЄБВО                           |
| ПОЛІТИЧНА ПАРТІЯ "ЗА МАЙБУТНЄ"                           |                                 | |            |             |                                |
| 1                                                        | Маковейчук Євген Юрійович       | Громадянин України, народився 17.09.1984 р., освіта вища, безпартійний, Приватний підприємець, місце проживання: с. Усатове, Біляївський р-н, Одеська обл.                                                             | 56         | 26,54       | ЄБВО                           |
| 3                                                        | Бербер Віктор Миколайович       | Громадянин України, народився 20.07.1983 р., освіта вища, безпартійний, Приватний підприємець, місце проживання: с. Латівка, Біляївський р-н, Одеська обл.                                                             | 68         | 32,22       | 3                              |
| 3                                                        | Попова Ніна Іванівна            | Громадянка України, народилася 29.08.1959 р., освіта загальна середня, безпартійна, Приватний підприємець, місце проживання: с. Латівка, Біляївський р-н, Одеська обл.                                                 | 5          | 2,36        | ЄБВО                           |
| ПОЛІТИЧНА ПАРТІЯ "ВСЕУКРАЇНСЬКЕ ОБ’ЄДНАННЯ "БАТЬКІВЩИНА" |                                 | |            |             |                                |
| Перший кандидат                                          | Андрієць Вадим Юрійович         | Громадянин України, народився 08.07.1981 р., освіта вища, член політичної партії Всеукраїнське об’єднання "Батьківщина", ТОВ "БК "Концепт", Директор, місце проживання: с. Усатове, Біляївський р-н, Одеська обл.      |            |             | ЄБВО                           |
| 1                                                        | Музиченко Віталій Вікторович    | Громадянин України, народився 26.12.1984 р., освіта вища, член політичної партії Всеукраїнське об’єднання "Батьківщина", Арбітражний керуючий, місце проживання: с. Усатове, Біляївський р-н, Одеська обл.             | 48         | 22,74       | ЄБВО                           |
| ПОЛІТИЧНА ПАРТІЯ "ЄВРОПЕЙСЬКА СОЛІДАРНІСТЬ"              |                                 | |            |             |                                |
| Перший кандидат                                          | Григорченко Сергій Васильович   | Громадянин України, народився 16.12.1968 р., освіта вища, безпартійний, Іллінська сільська рада, Голова, місце проживання: с. Іллінка, Біляївський р-н, Одеська обл.                                                   |            |             | ЄБВО                           |
| 3                                                        | Лозовська Людмила Миколаївна    | Громадянка України, народилася 31.10.1979 р., освіта вища, безпартійна, Тимчасово не працює, місце проживання: с. Протопопівка, Біляївський р-н, Одеська обл.                                                          | 25         | 11,84       | ЄБВО                           |

За результатами місцевих виборів 2010 року депутатами ради стали:

#### За суб'єктами висування
| Суб'єкт висування                                       | Кількість обраних депутатів | %    |
| ------------------------------------------------------- | --------------------------- | ---- |
| Партія регіонів                                         | 16                          | 50   |
| Самовисування                                           | 13                          | 40,6 |
| Політична партія Всеукраїнське об'єднання «Батьківщина» | 3                           | 9,4  |

#### За округами
| № округу                                                | Прізвище, ім'я, по батькові     | Дата визнання обраним | Освіта             | Партійна приналежність                        | Відомості про обраного депутата                                     |
| ------------------------------------------------------- | ------------------------------- | --------------------- | ------------------ | --------------------------------------------- | ------------------------------------------------------------------- |
| Партія регіонів                                         |                                 |                       |                    |                                               |                                                                     |
| 3                                                       | Трубчанінова Інна Сергіївна     | 05.11.2010            | середня            | член Партії регіонів                          | приватний підприємець                                               |
| 4                                                       | Гаврилюк Лада Віталіївна        | 05.11.2010            | вища               | член Партії регіонів                          | КЕПУСР, головний бухгалтер                                          |
| 8                                                       | Логінов Михайло Сергійович      | 05.11.2010            | вища               | член Партії «Соціалістична Україна»           | Усатівська загальноосвітня школа, викладач історії                  |
| 9                                                       | Маковейчук Дмитро Юрійович      | 05.11.2010            | вища               | член Партії регіонів                          | Одеський Національний університет ім. І. І. Мечникова, студент      |
| 10                                                      | Голубков Микола Леонідович      | 05.11.2010            | середня спеціальна | член Партії регіонів                          | пенсіонер                                                           |
| 14                                                      | Шевченко Валерій Михайлович     | 05.11.2010            | середня спеціальна | член Партії регіонів                          | Усатівська лікарня, фельдшер швидкої допомоги                       |
| 15                                                      | Пригунова Ірина Миколаївна      | 05.11.2010            | вища               | член Партії регіонів                          | Усатівська сільська рада, спеціаліст з питань соціального захисту   |
| 16                                                      | Бусенко Катерина Григорівна     | 05.11.2010            | вища               | член Партії регіонів                          | Усатівська сільська рада, касир                                     |
| 17                                                      | Каплунова Надія Петрівна        | 05.11.2010            | середня спеціальна | член Партії регіонів                          | Усатівська лікарня, мед.реєстратор                                  |
| 18                                                      | Парамей Олена Юріївна           | 05.11.2010            | середня            | член Партії регіонів                          | Усатівська сільська рада, спеціаліст 1 категорії інструктора спорту |
| 20                                                      | Діуца Іван Володимирович        | 05.11.2010            | вища               | член Партії регіонів                          | загальноосвітня школа, старший викладач                             |
| 23                                                      | Зоренко Зоя Володимирівна       | 05.11.2010            | середня спеціальна | член Партії регіонів                          | Усатівська лікарня, рентген-лаборант                                |
| 24                                                      | Колесник Любов Костянтинівна    | 05.11.2010            | середня спеціальна | член Партії регіонів                          | ДСКС «Хаджибей», старша медсестра                                   |
| 25                                                      | Шеляг Анжела Євгенівна          | 05.11.2010            | вища               | член Партії регіонів                          | Усатівська лікарня, лікар педіатр                                   |
| 27                                                      | Драгомарецька Ляля Андріївна    | 05.11.2010            | вища               | член Партії регіонів                          | Усатівська сільська рада, секретар                                  |
| 28                                                      | Торончук Ірина Григорівна       | 05.11.2010            | незакінчена вища   | член Партії регіонів                          | приватний підприємець, директор магазину                            |
| Політична партія Всеукраїнське об'єднання «Батьківщина» |                                 |                       |                    |                                               |                                                                     |
| 7                                                       | Демчук Марія Іванівна           | 05.11.2010            | вища               | член Всеукраїнського об'єднання «Батьківщина» | ООБМУ, викладач-філолог укр. мови та літератури                     |
| 19                                                      | Халілов Самед Сулейман          | 05.11.2010            | вища               | член Всеукраїнського об'єднання «Батьківщина» | СРЗ «Україна», слюсар-ремонтник                                     |
| 32                                                      | Качковський Валерій Михайлович  | 05.11.2010            | середня спеціальна | член Всеукраїнського об'єднання «Батьківщина» | страховий агент                                                     |
| Самовисування                                           |                                 |                       |                    |                                               |                                                                     |
| 1                                                       | Міго Сергій Володимирович       | 05.11.2010            | середня            | позапартійний                                 | приватний підприємець                                               |
| 2                                                       | Гавриленко Олександр Петрович   | 05.11.2010            | вища               | член Партії пенсіонерів України               | магазин СК «2» с. Усатове, завідувач                                |
| 5                                                       | Олейник Наталя Володимирівна    | 05.11.2010            | вища               | позапартійна                                  | облдержадміністрація, головний спеціаліст                           |
| 6                                                       | Музиченко Віталій Вікторович    | 05.11.2010            | вища               | позапартійний                                 | приватний підприємець, юрконсульт                                   |
| 11                                                      | Вернидуб Дмитро Сергійович      | 05.11.2010            | вища               | позапартійний                                 | ВАТ «Одесагаз», інженер                                             |
| 12                                                      | Пашков Юрій Володимирович       | 05.11.2010            | вища               | позапартійний                                 | приватний підприємець                                               |
| 13                                                      | Зібровська Олена Валентинівна   | 05.11.2010            | середня            | позапартійна                                  | ОААБ, студентка                                                     |
| 21                                                      | Середа Олександр Валерійович    | 05.11.2010            | вища               | позапартійний                                 | КЕП УСР, керівник електродільниці                                   |
| 22                                                      | Головата Наталя Миколаївна      | 05.11.2010            | вища               | член Соціалістичної партії України            | тимчасово не працює                                                 |
| 26                                                      | Титаренко Володимир Миколайович | 05.11.2010            | середня            | позапартійний                                 | приватний підприємець, директор магазину                            |
| 29                                                      | Вернидуб Олександр Сергійович   | 05.11.2010            | вища               | позапартійний                                 | ПП «Румар», портовий експедитор                                     |
| 30                                                      | Ткаченко Олена Володимирівна    | 05.11.2010            | вища               | позапартійна                                  | приватний підприємець, директор магазину                            |
| 31                                                      | Каргунова Юлія Вікторівна       | 05.11.2010            | вища               | позапартійна                                  | студентка                                                           |

За результатами місцевих виборів 2015 року депутатами ради стали:
| № ОВО | Прізвище, ім'я, по батькові     | Висування                                               | Відомості про обраного депутата |
| 1     | Міго Сергій Володимирович       | Самовисування                                           | Громадянин України, народився 21.11.1981 р., освіта вища, безпартійний, ФОП, ФФОП, місце проживання: с.Усатове                                                                                           |
| 2     | Гавриленко Олександр Петрович   | Самовисування                                           | Громадянин України, народився 21.04.1968 р., освіта вища, безпартійний, Магазин "Тага", ддиректор, місце проживання: с.Усатове                                                                           |
| 3     | Трубчанінова Інна Сергіївна     | Політична Партія "Опозиційний блок"                     | Громадянка України, народилася 25.02.1960 р., освіта загальна середня, член Політичної Партії "Опозиційний блок", Усатівський сільський клуб, ззавідуюча Усатівським клубом, місце проживання: с.Усатове |
| 4     | Олійник Наталія Володимирівна   | Самовисування                                           | Громадянка України, народилася 04.01.1978 р., освіта вища, безпартійна, Усатівський НВК "школа-гімназія", вчитель української мови та літератури, місце проживання: с.Усатове                            |
| 5     | Грибанов Владислав Юрійович     | Самовисування                                           | Громадянин України, народився 02.07.1979 р., освіта вища, безпартійний, Одеська митниця ДФС, старший державний інспектор, місце проживання: с.Усатове                                                    |
| 6     | Музиченко Віталій Вікторович    | Самовисування                                           | Громадянин України, народився 26.12.1984 р., освіта вища, безпартійний, ФОП, підприємець, місце проживання: с.Усатове                                                                                    |
| 7     | Середа Сергій Андрійович        | Самовисування                                           | Громадянин України, народився 30.08.1986 р., освіта вища, безпартійний, Усатівська сільська рада, тренер з футболу, місце проживання: с.Усатове                                                          |
| 8     | Вернидуб Дмитро Сергійович      | Самовисування                                           | Громадянин України, народився 28.11.1980 р., освіта вища, безпартійний, ПАО "Одесагаз", начальник спеціального автогосподарства, місце проживання: с.Усатове                                             |
| 9     | Пашков Юрій Володимирович       | Самовисування                                           | Громадянин України, народився 29.05.1982 р., освіта вища, безпартійний, ФОП, місце проживання: с.Усатове                                                                                                 |
| 10    | Зібровська Олена Валентинівна   | Самовисування                                           | Громадянка України, народилася 04.09.1990 р., освіта вища, безпартійна, ТОВ "ВОГ РІТЕЙЛ", оператор, місце проживання: с.Усатове                                                                          |
| 11    | Осіпенко Тетяна Вікторівна      | Самовисування                                           | Громадянка України, народилася 02.09.1982 р., освіта вища, безпартійна, Усатівський НВК "школа-гімназія", вчитель початкових класів, місце проживання: с.Усатове                                         |
| 12    | Бусенко Катерина Григорівна     | Самовисування                                           | Громадянка України, народилася 06.08.1958 р., освіта вища, безпартійна, Усатівська сільська рада, рахівник-касир, місце проживання: с.Усатове                                                            |
| 13    | Мокруха Володимир Григорович    | Самовисування                                           | Громадянин України, народився 07.02.1955 р., освіта вища, безпартійний, Правозихисник МВГ, помічник адвокату, місце проживання: м.Одеса                                                                  |
| 14    | Григор’єва Олена Юріївна        | Самовисування                                           | Громадянка України, народилася 23.06.1981 р., освіта вища, безпартійна, Усатівська сільська рада, спеціаліст з соціального захисту населення, місце проживання: с.Нерубайське                            |
| 15    | Халілов Самед Сулейман Огли     | політична партія Всеукраїнське об’єднання "Батьківщина" | Громадянин України, народився 10.07.1958 р., освіта вища, член політичної партії Всеукраїнське об’єднання "Батьківщина", Одеський кабельний завод, слюсар-ремонт, місце проживання: с.Усатове            |
| 16    | Смолінський Микола Миколайович  | Самовисування                                           | Громадянин України, народився 01.01.1966 р., освіта вища, безпартійний, Адвокатське Об’єднання м. Одеса, юрист, місце проживання: с.Усатове                                                              |
| 17    | Вернидуб Олександр Сергійович   | Самовисування                                           | Громадянин України, народився 25.10.1976 р., освіта вища, безпартійний, тимчасово не працює, місце проживання: с.Усатове                                                                                 |
| 18    | Ткаченко Олена Володимирівна    | Самовисування                                           | Громадянка України, народилася 24.09.1963 р., освіта вища, безпартійна, ФОП, місце проживання: с.Усатове                                                                                                 |
| 19    | Шеляг Олег Сергійович           | Самовисування                                           | Громадянин України, народився 02.03.1977 р., освіта загальна середня, безпартійний, ОВ "Стікон", водій, місце проживання: с.Усатове                                                                      |
| 20    | Торончук Ірина Григорівна       | Самовисування                                           | Громадянка України, народилася 13.06.1965 р., освіта вища, безпартійна, КЕП "УСС", інспектор з благоустрою, місце проживання: с.Усатове                                                                  |
| 21    | Титаренко Володимир Миколайович | Самовисування                                           | Громадянин України, народився 30.08.1961 р., освіта загальна середня, безпартійний, ФОП, ФФОП, місце проживання: с.Усатове                                                                               |
| 22    | Драгомарецька Ляля Андріївна    | Самовисування                                           | Громадянка України, народилася 08.03.1958 р., освіта вища, безпартійна, Усатівська сільська рада, секретар, місце проживання: с.Усатове                                                                  |
| 23    | Сердюк Володимир Володимирович  | Самовисування                                           | Громадянин України, народився 16.09.1997 р., освіта загальна середня, безпартійний, Одеський коледж, студент, місце проживання: м.Одеса                                                                  |
| 24    | Каргунова Юлія Вікторівна       | Самовисування                                           | Громадянка України, народилася 26.04.1985 р., освіта вища, безпартійна, Усатівська сільська рада, землевпорядник, місце проживання: с.Усатове                                                            |
| 25    | Грузевич Олександр Іванович     | Самовисування                                           | Громадянин України, народився 15.12.1961 р., освіта середня спеціальна, безпартійний, ОДАБА, ссторож, місце проживання: с.Усатове                                                                        |
| 26    | Маковейчук Дмитро Юрійович      | Партія "Відродження"                                    | Громадянин України, народився 28.02.1987 р., освіта вища, безпартійний, ТОВ "Укрлентконсалтинг", ююрист-консультант, місце проживання: с.Усатове                                                         |